# Taxi Téhéran
Pour les articles homonymes, voir Taxi (homonymie).
Pour plus de détails, voir Fiche technique et Distribution.
Taxi Téhéran (en persan : تاکسی, Taxi) est une docufiction et faux documentaire iranien écrit, réalisé et produit par Jafar Panahi. Le film a été présenté le 6 février 2015 lors de la 65e édition du Festival international du film de Berlin.  
Le film, présenté à la Berlinale 2015, y remporte l'Ours d'or du meilleur film et le prix FIPRESCI.

## Synopsis
Le réalisateur Jafar Panahi, se faisant passer pour un chauffeur du nom d'Aghayé Panahi (en persan : آقای پناهی, Mr. Panahi) se trouve au volant d'un taxi partagé dans la capitale iranienne de Téhéran dans lequel il a installé une caméra. Cette caméra filme une succession d’archétypes iraniens variés qui prennent tous place à bord du taxi, les personnages étant plus ou moins conscients du stratagème orchestré par le cinéaste. Hommes ou femmes, jeunes ou vieux, riches ou pauvres, traditionalistes ou modernistes, aussi bien vendeur de vidéos pirates que défenseur des droits de l'homme, tous se retrouvent tour à tour dans le véhicule. Chaque personnage propose un portrait iranien spécifique et est également porteur d’un thème de société. Le film se termine par le vol de la caméra du taxi.

## Fiche technique
- Titre : Taxi Téhéran
- Titre original : Taxi (تاکسی)
- Réalisation : Jafar Panahi
- Scénario : Jafar Panahi
- Production : Jafar Panahi
- sociétés de production : Jafar Panahi Film Productions
- Durée : 82 minutes
- Pays d'origine :  Iran
- Dates de sortie :
  - Allemagne : 6 février 2015 (première mondiale à la Berlinale 2015)
  - France : 15 avril 2015
  - Belgique : 22 avril 2015

## Distribution
- Jafar Panahi : lui-même (VF : Arnaud Bedouët)
- Nasrin Sotoudeh : elle-même
- Le voleur à la tire (VF : Jean-Michel Fête)
- L'institutrice (VF : Odile Cohen)
- Omid, le vendeur de DVD (VF : Olivier Brun)
- Madjid, le client d'Omid (VF : Maxime Coudour)
- Hana (VF : Dizzie Le-Tan)
- Dame poisson 1 (VF : Mireille Delcroix)
- Dame poisson 2 (VF : Frédérique Cantrel)
- Arash, l'ancien voisin (VF : Philippe Faure)
- Nassrine, l'avocate (VF : Lisa Martino)

Les personnages filmés dans le taxi sont des acteurs non professionnels qui, pour des raisons de sécurité, restent anonymes, à l'exception notoire de Nasrin Sotoudeh.

## Contexte
En 2011, le gouvernement iranien a interdit à Panahi de quitter le territoire et de réaliser des films. Taxi Téhéran succède à Ceci n'est pas un film et Closed Curtain, docufictions sortis en 2011 et en 2013 respectivement qui ont tous deux clandestinement voyagé vers des festivals internationaux. 
Le film est un portrait de Téhéran, la capitale iranienne, filmé depuis un taxi. Les passagers sont des personnalités sociales et politiques iraniennes ainsi que deux femmes transportant deux poissons rouges dans un aquarium, rappelant Le Ballon blanc. 

## Production
L'œuvre est sélectionnée en compétition dans la section principale du 65e Festival international du film de Berlin où elle est projetée en première mondiale le 6 février 2015. Le film a la particularité de ne pas avoir de générique afin de ne pas dévoiler l'identité des passagers du taxi auxquels le chauffeur ne demande jamais de régler leur course.[réf. nécessaire] Le film se termine par ce texte rédigé par le cinéaste : « Le ministère de l'Orientation islamique valide les génériques des films "diffusables". À mon grand regret, ce film n'a pas de générique. J'exprime ma gratitude à tous ceux qui m'ont soutenu. Sans leur précieuse collaboration, ce film n’aurait pas vu le jour. ».
Taxi Téhéran est filmé à partir d'une poignée de caméras situées à l’intérieur du taxi de Panahi qui filment le chauffeur, les passagers et l’environnement immédiat de la voiture. Le portable d’un des passagers et l’appareil photo de Hana font également office de support, comme pour varier les angles et les points de vue du film. Ces scènes quasiment à huis clos dans une voiture sont relatives à l’interdiction de Jafar Panahi d’exercer son métier de réalisateur par les autorités iraniennes. La production cinématographique de Taxi Téhéran s’articule donc autour de la discrétion et la simplicité.
Lors de la 65e édition du festival international du film à Berlin en 2015, le 14 février 2015, l'Ours d'or est attribué au film. La nièce de Jafar Panahi est allée chercher l'Ours d’or car son oncle avait l’interdiction de sortir du pays. Lors de la cérémonie, Darren Aronofsky, le président du jury déclara : « Les contraintes sont souvent inspirantes pour les auteurs, elles leur permettent de se surpasser […] Plutôt que de laisser détruire son esprit et d’abandonner, plutôt que de se laisser envahir par la colère et la frustration, Jafar Panahi a écrit une lettre d’amour au cinéma. Son film est rempli d’amour pour son art, sa communauté, son pays et son public… ».

## Thématiques
- L'application de la peine de mort

Les premières scènes sont consacrées à un dialogue entre un homme conservateur qui soutient la peine de mort utilisée comme exemple pour dissuader des vols et une enseignante qui est révoltée par l'atteinte aux droits de l’homme que cette punition engendre.
- La censure du gouvernement iranien

Le cinéaste met également en scène les questions de censure à travers la distribution illégale de films et de disques de musique faite par des vendeurs clandestins. Il est dit que les films d'auteurs et les séries américaines ne sont pas diffusés par le gouvernement iranien. Le réalisateur revient sur cet élément plus tard dans Taxi Téhéran grâce à la conversation qu’il a avec sa nièce, Hana Saeidi. Celle-ci est chargée de réaliser un court-métrage à l’école qui doit obéir à certaines règles. Le port du voile, une distance acceptable entre hommes et femmes, ne pas évoquer des sujets politiques et ne pas « noircir la réalité » faisaient partie des consignes dictées pour l’exercice. Le vol de la caméra à la fin du film est également une référence à la surveillance omniprésente de la part des autorités iraniennes.
- Les mœurs culturelles iraniennes

Des caractéristiques culturelles iraniennes sont aussi mises en exergue à travers le film. Par exemple, les deux femmes iraniennes superstitieuses qui voulaient relâcher des poissons rouges dans une source sacrée témoignent de croyances locales et caractéristiques d'une certaine classe d’âge en Iran. De plus, un des récits d’Hana revient sur l’impossibilité rencontrée par une jeune voisine iranienne de se marier avec son fiancé Afghan, et que celui-ci faisait l’objet de violences de la part de la famille iranienne. Enfin, une des scènes les plus dramatiques du film est relative à un accident de moto d’un couple. La femme amène son mari blessé à l’hôpital dans le taxi de Panahi qui demande à ce qu’on filme son testament. Il déclare que sa femme sera la bénéficiaire des biens qu’ils possède et que ceux-ci ne seront pas destinés à sa famille, une annonce qui va visiblement à l’encontre de la tradition.
- La détention arbitraire

L'avocate Nasrin Sotoudeh figure dans Taxi Téhéran afin d’évoquer les détentions arbitraires commises par le régime iranien. Dans le film, elle vient de se faire sanctionner par le conseil de l’ordre des avocats d’Iran sans aucun motif clair. L’avocate évoque qu’elle défend le cas de Ghoncheh Ghavami, activiste arrêtée en juin 2014 lors d’une manifestation contre l’interdiction des femmes dans le public du match de volley-ball Iran-Italie au Stade Azadi. Sotoudeh avoue les montages du gouvernement pour incriminer un citoyen et que la rue constitue le meilleur lieu de contrôle social en Iran.

## Distinctions

### Récompenses
- Berlinale 2015 :
  - Ours d'or
  - Prix FIPRESCI

## Accueil

### Box Office
Cumulé en semaines d'exploitation:
| Pays ou région | Box-office      | Date d'arrêt du box-office | Nombre de semaines |
| -------------- | --------------- | -------------------------- | ------------------ |
| France         | 581 354 entrées | 7 octobre 2015             | 25                 |

### Critiques
Selon Thomas Sotinel critique au Monde
« Au volant d'un taxi équipé de trois caméras, le cinéaste livre un tableau acide, mais néanmoins joyeux, de la société iranienne ». Il traite « à chaque séquence [...] des sujets de société : persistance de la superstition dans une société monothéiste rigoriste, problèmes liés à la minorité juridique de la femme dans le droit iranien… . »